# 샌들

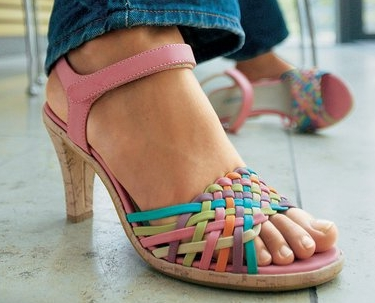
하이힐 샌들

샌들(sandal)은 발바닥을 보호하기 위해 신는 신이다.

## 역사
최초의 샌들 미국 오리건주의 포트 록 케이브(Fort Rock Cave)에서 발견되었으며, 꼬아 엮어만드는 데 사용된 세이지브러시 껍질의 방사성 탄소 연대 측정법에 따르면 적어도 10,000년의 시간이 흐른 것으로 짐작된다.

## 같이 보기
- 슬리퍼